# Bahnhof Schönheide Süd
Der Bahnhof Schönheide Süd (bis 1950 Bahnhof Wilzschhaus) ist ein Bahnhof in Südwestsachsen.

## Geschichte

Bahnhof Wilzschhaus 1910

Bereits am 7. September 1875 wurde die Station mit der Strecke Chemnitz–Aue–Adorf eröffnet. 1892/93 wurde im Zusammenhang mit dem Bau der Schmalspurbahn Wilkau-Haßlau–Carlsfeld die Station komplett umgebaut, im Gegensatz zum Bahnhof Wilkau-Haßlau war Wilzschhaus von Anfang an kreuzungsfrei zwischen Normal- und Schmalspurbahn konzipiert worden. U.a. wurden ein neues Empfangsgebäude, ein Güterschuppen, eine Umladehalle, ein Wirtschaftsgebäude und zwei Beamtenwohnhäuser errichtet. Mit der Eröffnung der Schmalspurbahn von Saupersdorf am 16. Dezember 1893 wurde Wilzschhaus somit zum Anschlussbahnhof. 1897 wurde die Schmalspurbahn noch ins benachbarte Carlsfeld verlängert, dabei wurden eine weitere Brücke über die Zwickauer Mulde sowie ein weiteres Schmalspurgleis gebaut. Da im beengten Schmalspurteil zwischen Fluss und Normalspurbahn kein Platz mehr für eine Ladestraße war, erbaute man diese jenseits der Muldebrücke an der Strecke nach Carlsfeld. Dort entstand 1898 ein Ladestraßengleis und eine Holzrampe. Am 1. Juni 1900 wurde Wilzschhaus zu einem Bahnhof erhoben.
Im Jahr 1907 ließen die beiden Wernesgrüner Brauereibesitzer zur Senkung der Transportkosten für die Brauereien eine Rollwagengrube zum Übergang normalspuriger Wagen auf die Schmalspurbahn bauen. Damit konnten Normalspur-Güterwagen auf niedrige Spezialwagen der Schmalspur geschoben werden und zu ihrem Ziel auf der Schmalspur gebracht werden, ohne dass die Fracht umgeladen werden musste. Die Normalspurwagen überragten die Lokomotiven der Schmalspur erheblich. Das zu ziehende Gewicht machte nicht selten den Vorspann zweier Lokomotiven notwendig. Der Transport war nur auf Strecken möglich, deren Brückenbelastung und -durchlässe sowie deren Oberbau dies zuließen. Dies war von der Station Schönheide Süd zunächst bis Rothenkirchen zugelassen.

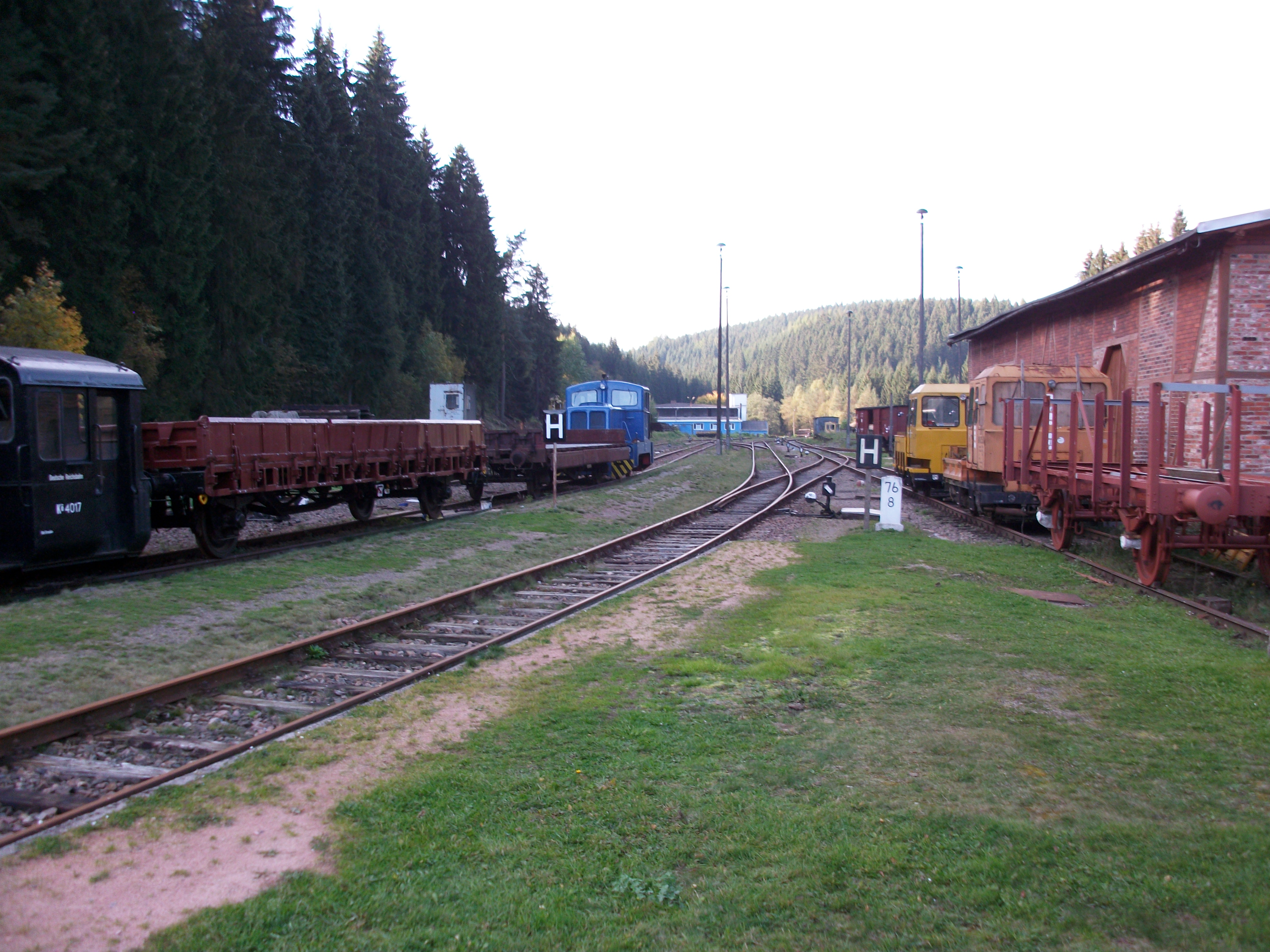
Bahnbetrieb auf dem Regelspurteil

Durch SS-Einheiten wurde Ende des Zweiten Weltkrieges am 25. April 1945 ein Pfeiler des Muldenviadukts von Wilzschhaus der Schmalspurbahn gesprengt. Schon im Juli 1945 konnte der Zugverkehr wieder aufgenommen werden.
Die Kriegsschäden an der Bahnlinie von Aue nach Wilzschhaus konnten „nach wochenlanger angestrengter Arbeit“ Ende Mai 1945 behoben werden. Der Zugbetrieb wurde am 28. Mai 1945 mit zunächst zwei Zugpaaren täglich in jede Richtung wieder begonnen.
Im Jahr 1950 änderte man den Bahnhofsnamen Wilzschhaus in die bis heute gebräuchliche Bezeichnung Schönheide Süd, trotz erheblicher Entfernung zur nun namensgebenden Ortschaft Schönheide. Damit besaß Schönheide nunmehr insgesamt fünf Bahnhöfe und Haltepunkte.

Während des Betriebes ereigneten sich eine Reihe von Betriebsunfällen auch im Bahnhof Schönheide Süd, insbesondere beim Rangierbetrieb. Im Jahr 1953 versagten bei einem aus Schönheide West kommenden Zug, der mit 153 Tonnen auf 36 Achsen beladen war, die Bremsen, so dass er auf der Gefällstrecke zum Bahnhof Schönheide Süd immer schneller wurde, durch diesen Bahnhof hindurch fuhr und erst wieder zum Stehen kam, als Richtung Carlsfeld die Strecke wieder anstieg.

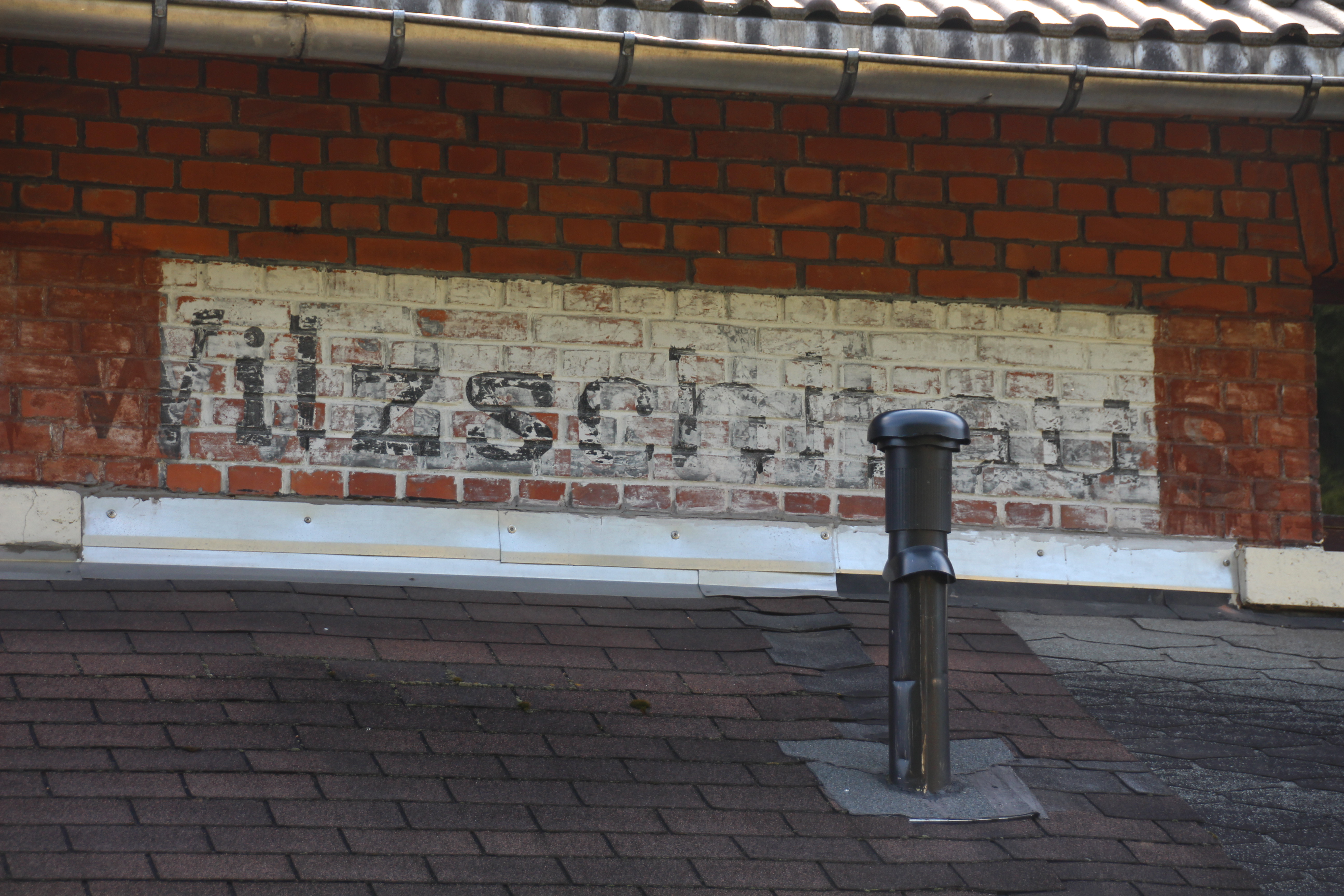
Der Name des Bahnhofs bis 1950: Wilzschhaus

Zwischen 1966 und 1977 wurde der Reise- und Güterverkehr auf der Schmalspurbahn schrittweise eingestellt, sodass Schönheide Süd wieder zum einfachen Durchgangsbahnhof wurde. Bereits 1975 war die Umladehalle abgerissen worden, um Platz für den Holzumschlag zur Bürstenindustrie bei Stützengrün zu schaffen. Nachdem bereits im Januar 1979 der Reiseverkehr nach Schönheide Ost eingestellt worden war, endete der Personenverkehr nach Schönheide Süd im Mai 1982. Im Güterverkehr wurde Schönheide Süd noch bis 1994 bedient, dann wurde die Strecke stillgelegt. Der Bahnhof blieb fortan ungenutzt. Ein Rückbau von Gleisen und Anlagen erfolgte auf der Regelspurstrecke nicht. Dagegen ist das frühere Schmalspurgelände 1988 zu einem Lagerplatz umgenutzt worden. Die eiserne Muldenbrücke des großen Viadukts wurde 1980 abgebaut, die Pfeiler blieben stehen.

## Projekte der Museumsbahn

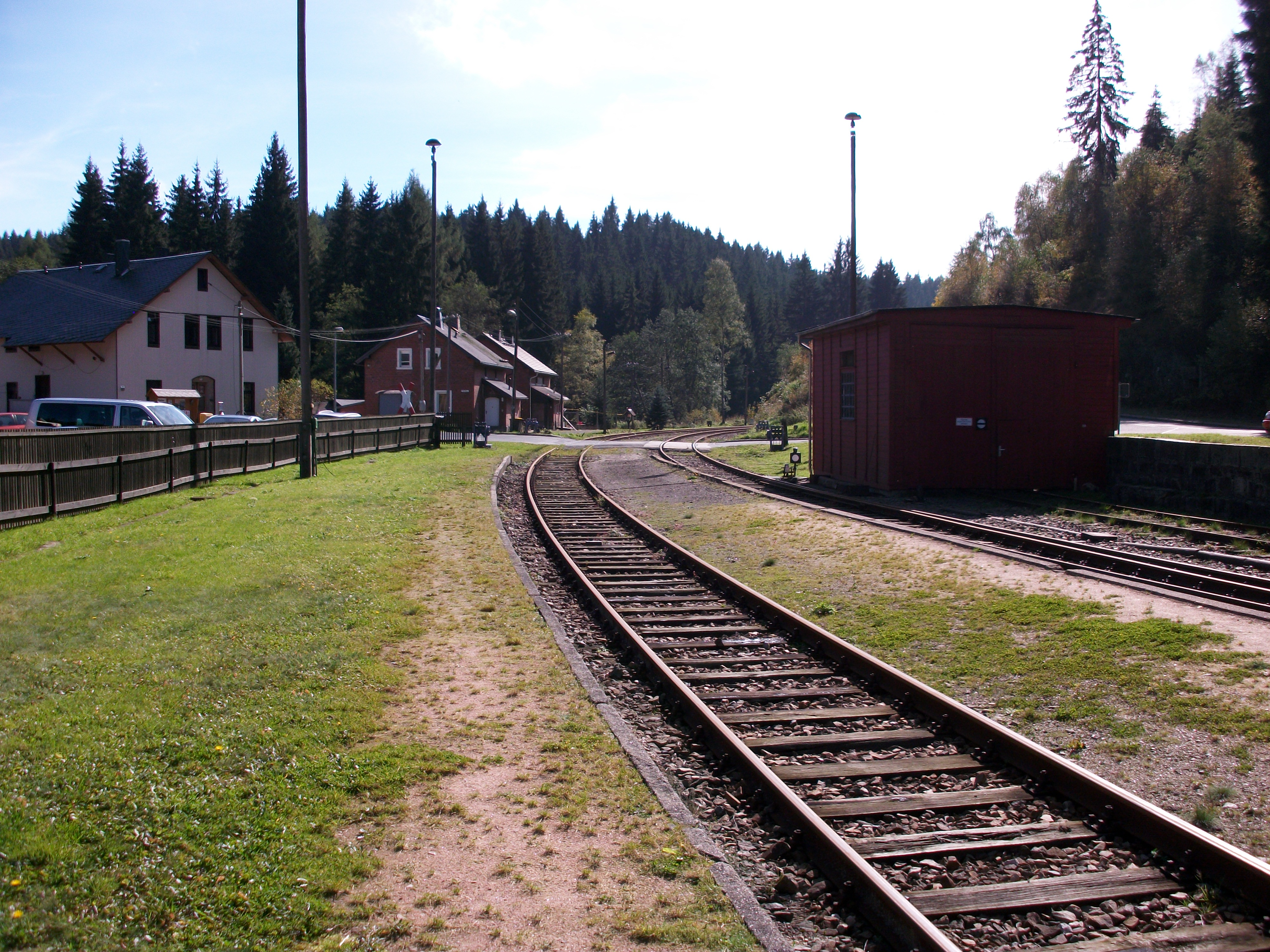
Die Strecke ins Vogtland mit dem Bahnübergang an der Staatsstraße nach Carlsfeld im Hintergrund

Zu Beginn des 21. Jahrhunderts wurde ein Teil der Schmalspurgleise vom Förderverein Historische Westsächsische Eisenbahnen e.V. wiederaufgebaut. Die Normalspurbahn von Schönheide Süd bis Muldenberg wurde für den Museumsbetrieb reaktiviert. In Richtung Muldenberg erfolgt der Zugverkehr an den Fahrtagen bereits seit einigen Jahren, auch mit dem Wernesgrüner Schienenexpress. Weitere Planungen sehen die Ausweitung des Museums-Zugverkehrs nach Schönheide Ost (siehe Schönheiderhammer) vor. Planungen, nach der Wiedererrichtung des Wilzschhäuser Viadukts die Verknüpfung von Regel- und Schmalspurbahn in Wilzschhaus zu ermöglichen, wurden im Jahr 2013 aufgegeben, nachdem die meisten der berührten Kommunen und Landkreise eine Beteiligung ablehnten. Aber in der Perspektive ist ein Museumsverkehr bis Carlsfeld ins Auge gefasst. Eine Realisierung ist allein schon wegen der abgebauten Brücke über die Zwickauer Mulde sehr aufwändig. Um den Museumsbahnbetrieb dauerhaft sicherzustellen, kaufte der Förderverein Historische Westsächsische Eisenbahnen im Jahr 2017 die gesamte Bahnstrecke zwischen Schönheide Ost und Muldenberg.

## Literatur

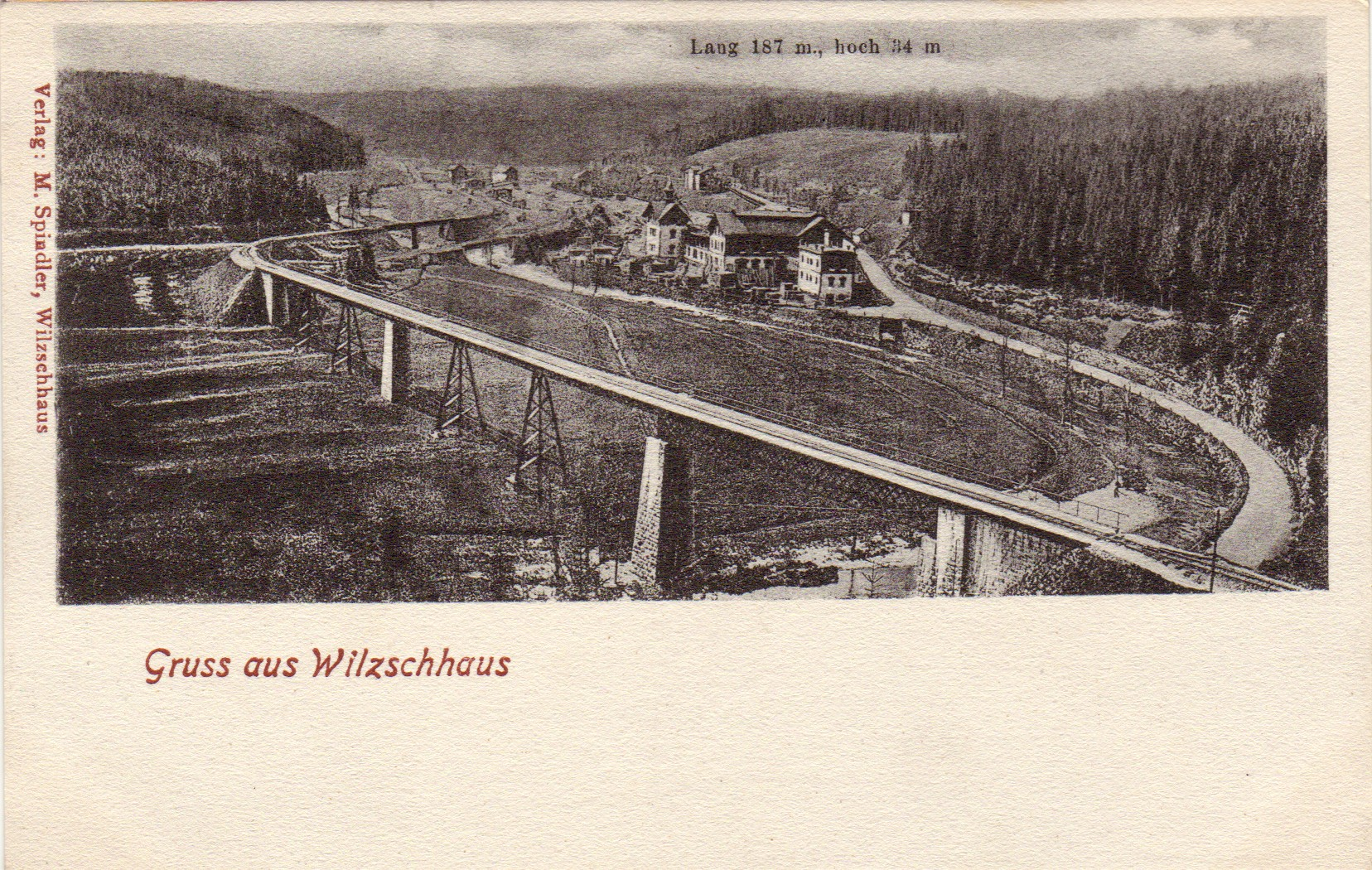
Brückensystem beider Bahnlinien östlich des Bahnhofs um 1905